# Commune de Canton

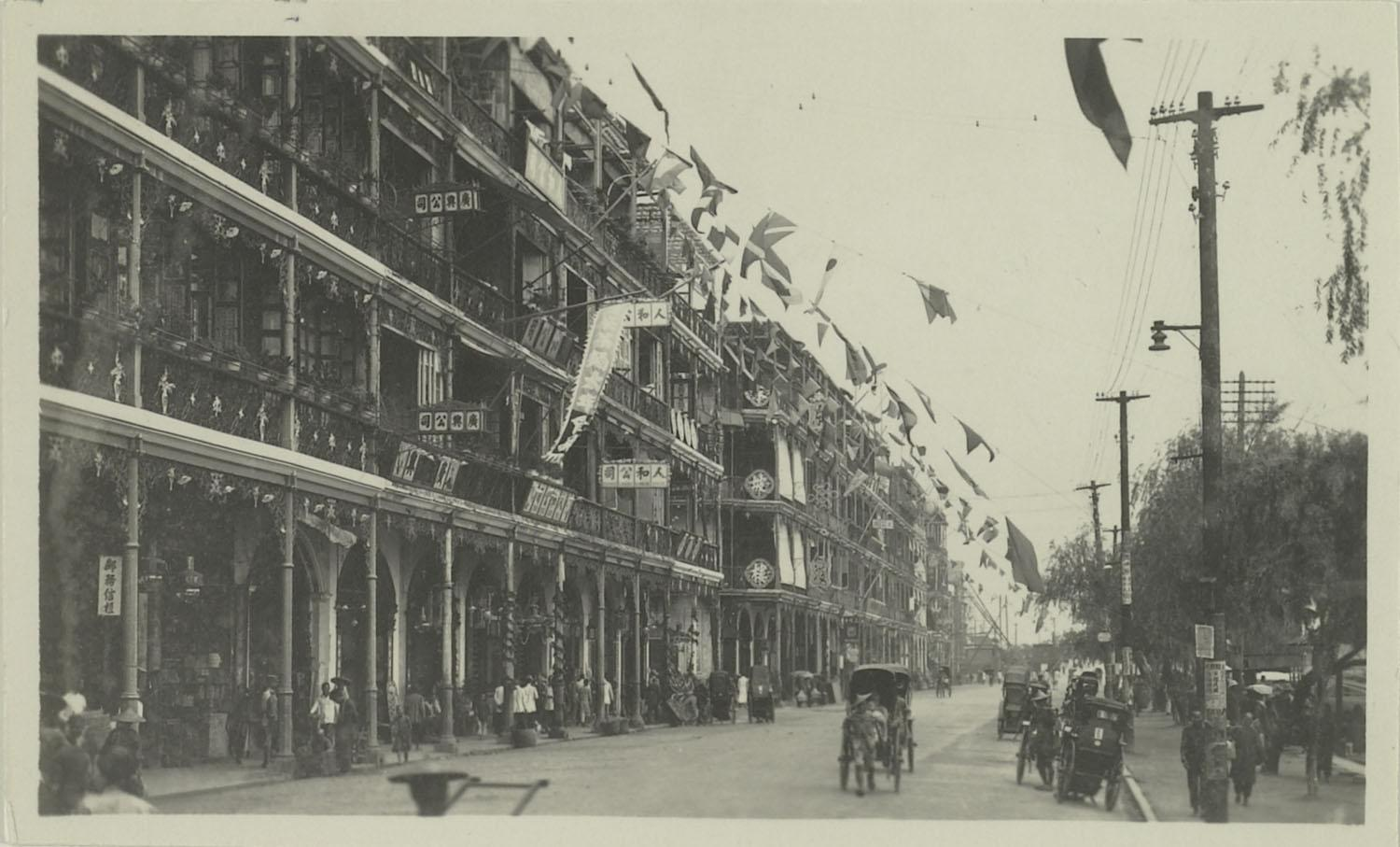
Canton dans les années 1920

La Commune de Canton est une insurrection qui prit le pouvoir dans la ville industrielle de Canton, en Chine, pendant 4 jours en décembre 1927. Son dénouement fut sanglant : des milliers d'ouvriers et communistes chinois furent tués par les hommes du Kuomintang.

## Les évènements

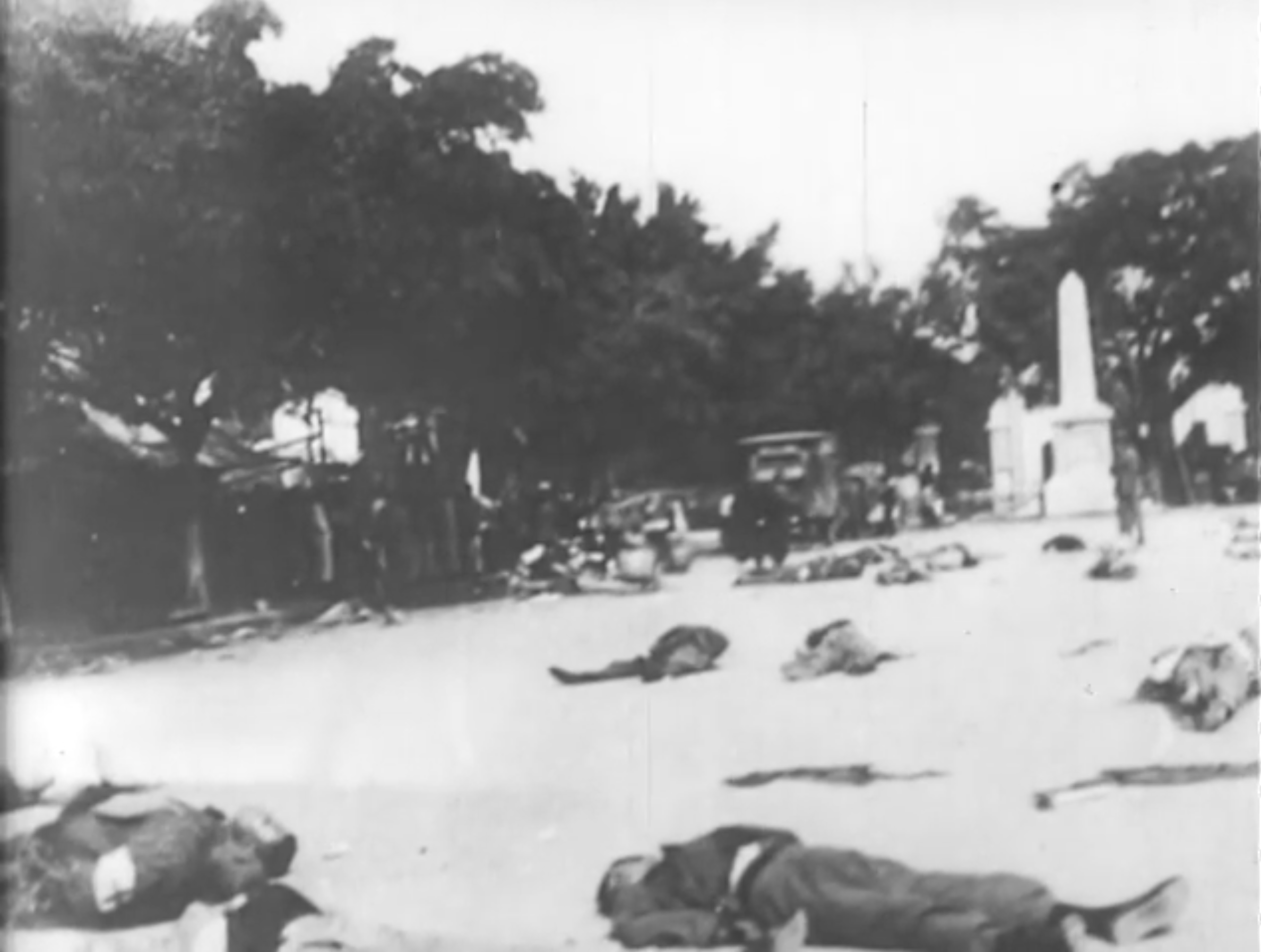
Image des rebelles tués par le KMT durant l’insurrection de 1927

Le tout jeune Parti communiste chinois organisa une insurrection le 10 décembre 1927 à Canton. Les participants furent peu nombreux et très mal armés, les responsables communistes affirmèrent par la suite qu’ils avaient cependant avec eux 20 000 ouvriers.
Dès le lendemain, les insurgés avaient réussi à se rendre maîtres partiellement de la ville. Ils proclamèrent la Commune, installèrent un soviet provisoire et diffusèrent un programme communiste : augmentation générale des salaires, politique sociale en faveur des chômeurs, introduction du contrôle ouvrier dans les entreprises, collectivisation des moyens de transports et des banques, collectivisation des terrains agricoles, abolition des dettes, confiscation de tous les appartements de la grande bourgeoisie et de tous ses biens au profit des travailleurs, etc...

## Postérité
La Commune de Canton ne durera que trois jours (officiellement du 11 au 13 décembre 1927), mais cet épisode insurrectionnel continuera d’occuper une place important dans la mythologie communiste du pays.